# شوالیه‌های خورشید
شوالیه‌های خورشید (انگلیسی: Knights of the Sun) سومین آلبوم چندآهنگه از گروه پسرانۀ اهل کره جنوبی اس‌اف۹ است که در ۱۲ اکتبر ۲۰۱۷ توسط اف‌ان‌سی انترتیمنت منتشر شد. این آلبوم از شش قطعه، از جمله «خورشید من» تشکیل شده است.

## موفقیت تجاری
آلبوم بیش از ۳۲۸۶۴ نسخه در کره جنوبی فروخت. در جدول گائون کره در رتبه ششم قرار گرفت.